# Drum interzis 2: Fundătura
Drum interzis 2: Fundătura (în engleză Wrong Turn 2: Dead end) este un film de groază canadiano-american regizat de Joe Lynch. Din distribuție fac parte Erica Leehreshen, Henry Rollins și Texas Battle. Este produs de studiourile Summit Entertainment & Constantin Film și distribuit de Fox Home Entertainment. A apărut direct-pe-DVD la 9 octombrie (2007). Filmul a fost un succes comercial și a avut recenzii pozitive din partea criticilor. Filmul este precedat de Drum interzis (2003) și urmat de Drum interzis 3 (2009).

## Prezentare
Filmul este o poveste despre canibalism. Câțiva concurenți ai unui exercițiu de supraviețuire sunt trimiși într-o pădure din Virginia de Vest unde sunt atacați de canibali.

## Actori
- Erica Leerhsen este Nina Papas
- Henry Rollins este Dale Murphy
- Texas Battle este Jake Washington
- Aleksa Palladino este Mara
- Daniella Alonso este Amber
- Steve Braun este Jonesy
- Matthew Currie Holmes este Michael/"M"
- Crystal Lowe este Elena Miller
- Kimberly Caldwell este Kimberly
- Wayne Robson este The Old Man
- Ken Kirzinger este Pa
- Ashlea Earl este Ma
- Clint Carleton este Brother
- Rorelee Tio este Sister
- Jeff Scrutton este Three Finger